# چرتو سانیتا
چرتو سانیتا (به ایتالیایی: Cerreto Sannita) یک کومونه در ایتالیا است که در استان بنونتو واقع شده‌است.

## خصوصیات
چرتو سانیتا ۳۳٫۳۵ کیلومترمربع مساحت و ۳٬۹۶۵ نفر جمعیت دارد و ۲۹۰ متر بالاتر از سطح دریا واقع شده‌است.

## نگارخانه

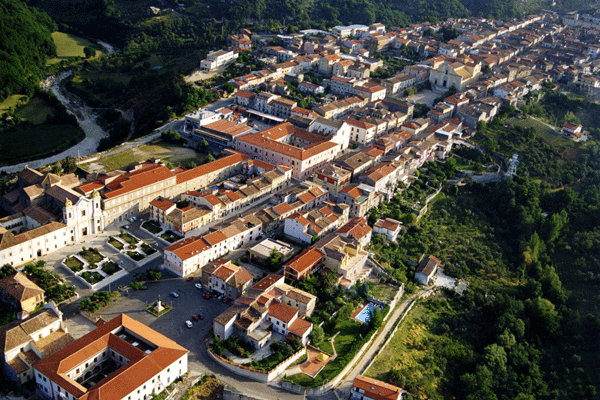
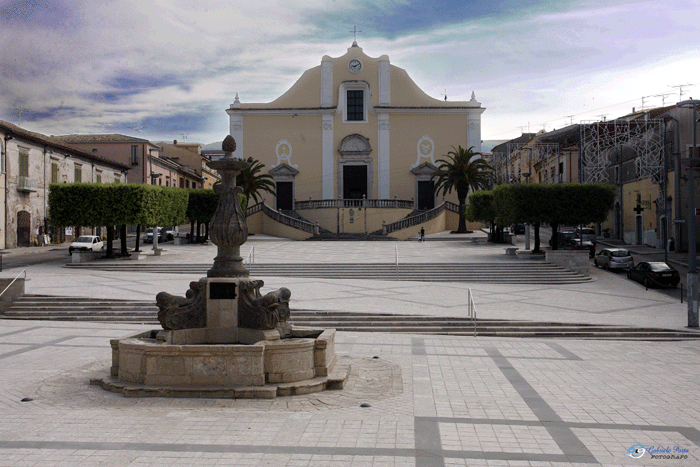
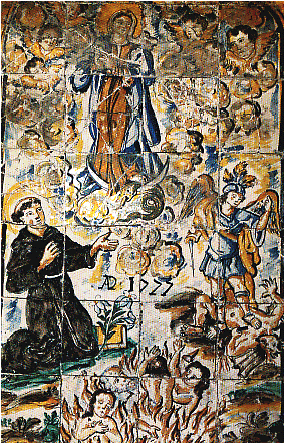